# Árbitro (derecho)
El árbitro, en Derecho, es la persona que resuelve un conflicto o litigio sometido a su decisión por las partes interesadas. Es la persona que, desde un punto de vista imparcial, decide a través de un laudo la solución al conflicto, pronunciándose de acuerdo a las normas que las partes hayan acordado (una legislación concreta o incluso a la simple equidad).
Para ello, dos o más personas nombran a un tercero imparcial como árbitro de un asunto contencioso entre ellos, para que ella sea quien resuelva el conflicto. 

## Requisitos
Desde el punto de vista legal, un árbitro puede ser abogado o no, según los casos en que la ley se remita al tipo de arbitraje.
Para someterse a arbitraje es necesario que las partes hayan decidido de mutuo acuerdo hacerlo, en vez de acudir al juez competente, predeterminado por la ley.
En el arbitraje contemporáneo, es relevante que los árbitros posean competencias tecnológicas  para llevar a cabo sus tareas arbitrales. 

## Finalidad
Muchas veces las partes buscan con el arbitraje una forma más rápida de dirimir un conflicto, dada la tradicional lentitud de los tribunales. Por otro lado, en algunos casos suele ser un procedimiento más costoso.
Tipo de arbitraje: los arbitrajes pueden ser "de Derecho"; cuando los árbitros son abogados y por lo tanto conocedores de las leyes. O bien, pueden ser "de equidad"; cuando se trata de árbitros no abogados, pero de reconocida honorabilidad.